# Jane Thomson
Jane Thomson (geboren am 18. Mai 1858 als Jane Coutts in Kaiapoi, Neuseeland; gestorben am 17. Juli 1944 in Christchurch, Neuseeland) war eine neuseeländische Bergsteigerin.

## Leben
Sie kam als Tochter des Landwirts Donald Coutts und dessen Frau Anne Mackay zur Welt. Am 26. Dezember 1879 heiratete sie den Bauingenieur John Thomson, mit dem sie später nach Greymouth zog. Ihr einziges Kind starb 1904 bei einem Unfall.
Am 3. April 1903 war sie zusammen mit Constance Barnicoat und Ada Perkins unter Führung von Jack Clark die erste Frau, die den Copland Pass überquerte. In den folgenden Jahren bestieg sie viele Berge, darunter auch die Dreitausender Malte Brun und Mount Elie de Beaumont. Am 31. Januar 1916 gelang ihr im Alter von 57 Jahren zusammen mit Conrad Kain die Traverse der drei Gipfel des 3724 m hohen Aoraki/Mount Cook, des höchsten Berges Neuseelands. Damit war sie nach Freda Du Faur die zweite Frau, die diese Tour bewältigte. Im darauffolgenden Jahr erklomm sie den Lendenfeld Peak. Einen zuvor namenlosen und von ihr erstbestiegenen 2379 m hohen Gipfel unweit von Mount Cook Village benannte sie nach ihrem verstorbenen Sohn, Mount Edgar Thomson.
1921 wurde sie Mitglied des New Zealand Alpine Club und bestieg auch nach dem Tod ihres Mannes 1923 noch Berge. 1944 verstarb sie in Christchurch.